# Hyophila samoana
Hyophila samoana là một loài Rêu trong họ Pottiaceae. Loài này được Mitt. mô tả khoa học đầu tiên năm 1868.